# 즐린주

즐린 주의 위치

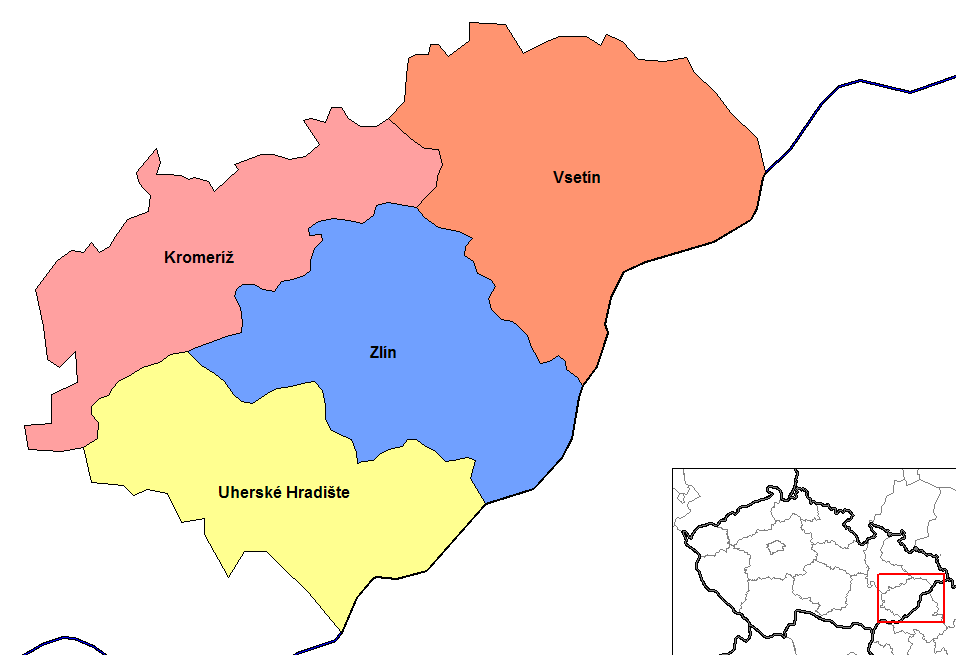
즐린 주가 관할하는 구

즐린주(체코어: Zlínský kraj 즐린스키 크라이[*])는 체코 모라바 지방 중부와 동부에 위치한 주로, 주도는 즐린이며 면적은 3,964km2, 인구는 597,051명(2011년 3월 기준), 인구 밀도는 151명/km2이다. 4개 구(크로메르지시구, 우헤르스케흐라디슈테구, 브세틴구, 즐린구)를 관할한다.
남서쪽으로는 남모라바 주, 북서쪽으로는 올로모우츠 주, 북쪽으로는 모라바슬레스코 주와 접하며 동쪽으로는 슬로바키아와 국경을 접한다.

주기
주 문장